# Горишів Руський
Горишів Руський (або Горишків Руський, Горишув; пол. Horyszów) — село в Польщі, у гміні Мячин Замойського повіту Люблінського воєводства. Населення — 500 осіб (2011).

## Історія
1526 року вперше згадується православна церква в селі.
1809 року в селі зведено муровану греко-католицьку церкву. За даними етнографічної експедиції 1869—1870 років під керівництвом Павла Чубинського, у селі проживали греко-католики, які розмовляли українською мовою. 1872 року місцева греко-католицька парафія налічувала 968 вірян. У 1919 році церква переведена на римо-католицтво і перебудована.
У 1943 році в селі проживало 522 українці, 403 поляки, 23 німці та 5 закордонних громадян. 1943 року польські шовіністи вбили в селі 3 українців. Після Другої світової війни в офіційному вжитку називалося просто Горишув без приставки «Руський».
У 1975—1998 роках село належало до Замойського воєводства.

## Населення
Демографічна структура станом на 31 березня 2011 року:
|          | Загалом | Допрацездатний вік | Працездатний вік | Постпрацездатний вік |
| -------- | ------- | ------------------ | ---------------- | -------------------- |
| Чоловіки | 248     | 59                 | 165              | 24                   |
| Жінки    | 252     | 43                 | 150              | 59                   |
| Разом    | 500     | 102                | 315              | 83                   |